# Ponte di Williamsburg
Il ponte di Williamsburg è un ponte sospeso di New York, che attraversa l'East River congiungendo la parte orientale di Manhattan, il Lower East Side, con il quartiere di Williamsburg a Brooklyn.

## Storia

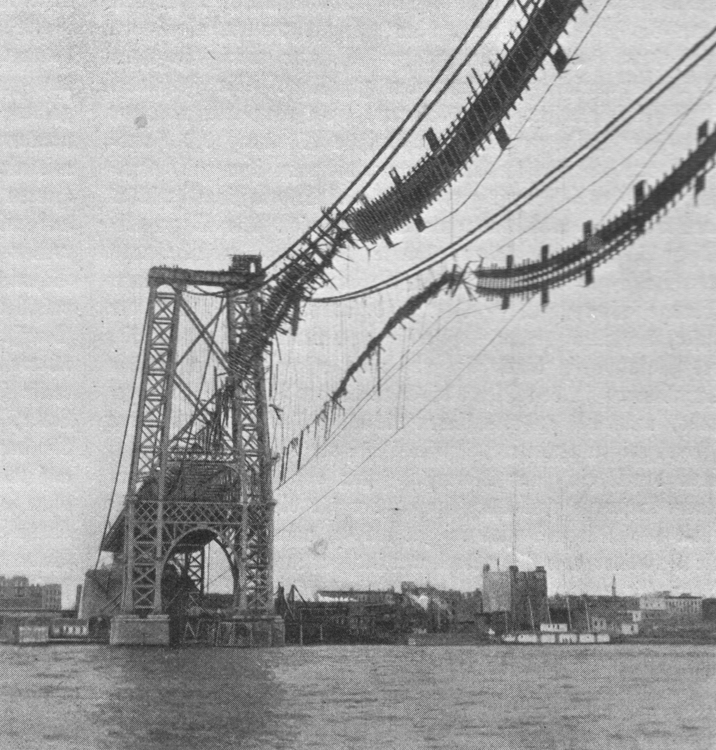
Il ponte fu danneggiato da un incendio mentre era in costruzione nel 1902

La sua costruzione iniziò nel 1896, dopo che fin dagli anni '60 del XIX secolo era stata manifestata la necessità di un secondo ponte attraverso l'East River (in aggiunta al ponte di Brooklyn) che congiungesse Manhattan con la parte di New York che sorge su Long Island. Durante la costruzione, nel dicembre 1902, il ponte fu colpito da un incendio che danneggiò gravemente alcuni cavi portanti. Il ponte venne ufficialmente aperto al pubblico il 19 dicembre 1903. Il Dipartimento dei Trasporti della città di New York ha sottoposto il ponte a grossi lavori di manutenzione nella prima metà degli anni novanta del XX secolo. Il costo di costruzione del ponte fu di 24.2 milioni di dollari dell'epoca (equivalenti a 624 milioni di dollari attuali). A quel tempo fu il ponte sospeso più lungo del mondo e lo rimase fino al 1924, anno in cui fu inaugurato il Bear Mountain Bridge.

## Caratteristiche
Il ponte è un elemento di collegamento importantissimo nel sistema di trasporti newyorkese; è dotato di quattro strade a due corsie (due per ogni direzione, una interna e una esterna), due linee ferroviarie metropolitane (una per ogni direzione) e un passaggio ciclabile e pedonale.

## Curiosità
Negli anni tra il 1959 e il 1961 il ponte fu spesso frequentato dal sassofonista jazz Sonny Rollins, che vi si recava per studiare senza disturbare i vicini di casa; pratica talvolta condivisa anche da Steve Lacy.